# Patinação artística nos Jogos Olímpicos de Inverno de 1988 - Individual masculino
A competição individual masculina da patinação artística nos Jogos Olímpicos de Inverno de 1988 foi disputado entre 28 patinadores.

## Medalhistas
| Ouro   | USA Brian Boitano   |
| Prata  | CAN Brian Orser     |
| Bronze | URS Viktor Petrenko |

## Resultados
| #                                   | Nome                      | País                   | CF | PC | PL | TFP  |
| ----------------------------------- | ------------------------- | ---------------------- | -- | -- | -- | ---- |
| Medalha de ouro                     | Brian Boitano             | USA Estados Unidos     | 2  | 2  | 1  | 3.0  |
| Medalha de prata                    | Brian Orser               | CAN Canadá             | 3  | 1  | 2  | 4.2  |
| Medalha de bronze                   | Viktor Petrenko           | URS União Soviética    | 6  | 3  | 3  | 7.8  |
| 4                                   | Alexander Fadeev          | URS União Soviética    | 1  | 9  | 5  | 8.2  |
| 5                                   | Grzegorz Filipowski       | POL Polônia            | 7  | 4  | 5  | 10.8 |
| 6                                   | Vladimir Kotin            | URS União Soviética    | 5  | 6  | 8  | 13.4 |
| 7                                   | Christopher Bowman        | USA Estados Unidos     | 8  | 5  | 7  | 13.8 |
| 8                                   | Kurt Browning             | CAN Canadá             | 11 | 7  | 6  | 15.4 |
| 9                                   | Heiko Fischer             | FRG Alemanha Ocidental | 4  | 11 | 10 | 16.8 |
| 10                                  | Paul Wylie                | USA Estados Unidos     | 12 | 8  | 9  | 19.4 |
| 11                                  | Richard Zander            | FRG Alemanha Ocidental | 9  | 17 | 11 | 23.2 |
| 12                                  | Oliver Höner              | SUI Suíça              | 10 | 10 | 14 | 24.0 |
| 13                                  | Petr Barna                | TCH Checoslováquia     | 15 | 15 | 12 | 27.0 |
| 14                                  | Lars Dresler              | DEN Dinamarca          | 14 | 12 | 15 | 28.2 |
| 15                                  | Axel Mederic              | FRA França             | 13 | 14 | 17 | 30.4 |
| 16                                  | Neil Paterson             | CAN Canadá             | 17 | 13 | 16 | 31.4 |
| 17                                  | Makoto Kano               | JPN Japão              | 19 | 19 | 19 | 38.0 |
| 18                                  | Paul Robinson             | GBR Grã-Bretanha       | 16 | 21 | 18 | 36.0 |
| 19                                  | Cameron Medhurst          | AUS Austrália          | 18 | 16 | 20 | 37.2 |
| 20                                  | Shubin Zhang              | CHN China              | 22 | 18 | 19 | 39.4 |
| 21                                  | Alessandro Riccitelli     | ITA Itália             | 20 | 20 | 22 | 42.0 |
| 22                                  | Sung-Il Jung              | KOR Coreia do Sul      | 24 | 24 | 21 | 45.0 |
| 23                                  | Michael Huth              | GDR Alemanha Oriental  | 21 | 25 | 23 | 45.6 |
| 24                                  | Peter Johansson           | SWE Suécia             | 23 | 22 | 24 | 46.6 |
| Não avançaram para o programa livre |                           |                        |    |    |    |      |
| 25                                  | David Liu                 | TPE Taipé Chinês       | 25 | 23 |    |      |
| 26                                  | Boyko Alexiev             | BUL Bulgária           | 26 | 27 |    |      |
| 27                                  | Walbe Olavarrieta-Navarro | MEX México             | 28 | 26 |    |      |
| 28                                  | Kang Ho                   | PRK Coreia do Norte    | 27 | 28 |    |      |

Legenda
| Recorde mundial      | Recorde mundial (World record)               |                       | Recorde africano                      | Recorde africano (African) |                                           | Q | Classificado por posição (Qualified) |
| Recorde olímpico     | Recorde olímpico (Olympic record)            | Recorde da América    | Recorde da América (Americas)         | q                          | Classificado por melhor tempo (Qualified) |   |                                      |
| Melhor marca do ano  | Melhor marca do ano (World leading)          | Recorde asiático      | Recorde asiático (Asian)              | DNS                        | Não largou (Did not start)                |   |                                      |
| Recorde nacional     | Recorde nacional (National record)           | Recorde europeu       | Recorde europeu (European)            | DNF                        | Não terminou (Did not finish)             |   |                                      |
| Recorde pessoal      | Recorde pessoal do atleta (Personal best)    | Recorde da Oceania    | Recorde da Oceania (Oceania)          | DSQ / DQ                   | Desclassificado (Disqualified)            |   |                                      |
| Recorde da temporada | Recorde da temporada do atleta (Season best) | Recorde sul-americano | Recorde sul-americano (South America) | NM                         | Sem marca (No mark)                       |   |                                      |